# 아이다호 (영화)
《아이다호》(영어: My Own Private Idaho)는 1991년 개봉한 미국의 모험 드라마 영화이다. 구스 반 산트가 감독과 각본을 맡았다. 윌리엄 셰익스피어의 희곡 《헨리 4세》와 《헨리 5세》를 어느 정도 바탕으로 하한 작품이다.
1990년대 초에 일어난 뉴 퀴어 시네마 운동의 대표작 중 하나로, 현재는 성소수자들 사이에서 컬트 영화로 자리매김 하게 되었다.

## 줄거리
남창인 마이크는 황량한 고속도로에서 홀로 서 있다. 그는 혼잣말을 하기 시작하며 도로가 "마치 누군가의 얼굴, 망가진 얼굴처럼" 보인다고 말한다. 그러다가 기면증 발작을 겪고 어린 시절의 홈 비디오가 마음에 재생되는 동안 어머니가 자신을 위로하는 꿈을 꾼다.
나중에 시애틀에서 고객으로부터 펠라티오를 받은 후, 마이크는 고객을 태우기 위해 자신이 즐겨 찾는 장소로 돌아간다. 그는 부유한 나이든 여성에게 태워져 그녀의 저택으로 가는데, 그곳에서 그녀가 고용한 다른 두 명의 동료 남창을 발견한다. 그중 한 명은 마이크의 가장 친한 친구인 스콧 페이버이고, 다른 한 명은 게리이다. 그 여자와 섹스를 준비하는 동안 마이크는 또 다른 기면증 발작을 겪고 다음날 포틀랜드 (오리건주)에서 스콧과 함께 깨어난다.
마이크와 스콧은 곧 버려진 아파트 건물에 사는 거리의 아이들과 남창들 무리의 중년 멘토인 밥 피전과 재회한다. 포틀랜드 시장의 아들인 스콧은 밥에게 21살이 되면 아버지의 재산을 상속받고 남창 생활을 은퇴할 것이라고 털어놓는다. 한편, 마이크는 어머니를 찾고 싶어 마이크의 형 리처드를 방문하기 위해 스콧과 함께 아이다호주로 떠난다. 이 여정에서 마이크는 스콧에게 자신을 사랑한다고 고백하고, 스콧은 마이크에게 자신은 돈 때문에만 남자들과 잔다고 부드럽게 상기시킨다. 리처드는 마이크의 아버지라고 주장하는 남자의 이야기를 하지만, 마이크는 자신이 리처드임을 안다고 주장한다. 리처드는 마이크에게 어머니가 호텔 메이드로 일한다고 알려주고, 마이크와 스콧이 어머니의 직장을 방문했을 때, 어머니가 자신의 가족을 찾아 이탈리아로 갔다는 것을 알게 된다. 호텔에서 그들은 그들을 포틀랜드로 데려다 준 남자 한스를 만나 그에게 몸을 판다.
한스에게 받은 돈으로 마이크와 스콧은 이탈리아로 여행한다. 그들은 마이크의 어머니가 메이드이자 영어 교사로 일했던 시골 농가를 찾는다. 그곳에 사는 젊은 여성 카르멜라는 마이크에게 어머니가 몇 달 전에 미국으로 돌아왔다고 말한다. 카르멜라와 스콧은 사랑에 빠져 미국으로 돌아가고, 상심한 마이크는 혼자 돌아온다. 스콧의 아버지가 사망하고, 스콧은 재산을 상속받는다.
포틀랜드로 돌아온 밥과 그의 일당은 고급 레스토랑에서 변화된 스콧과 마주하지만, 스콧은 그들을 거부한다. 그날 밤, 밥은 치명적인 심장마비를 겪는다. 다음날, 남창들은 밥을 위해 소란스러운 장례식을 치르고, 같은 묘지에서 몇 야드 떨어진 곳에서는 스콧이 아버지의 엄숙한 장례식에 참석한다.
마지막으로, 마이크는 황량한 아이다호 고속도로로 돌아온다. 그가 또 다른 기면증 발작에 빠진 후, 두 명의 낯선 사람이 트럭을 타고 나타나 그의 배낭과 신발을 가져가고 차를 몰고 떠난다. 잠시 후, 정체불명의 인물이 차를 타고 나타나 의식을 잃은 마이크를 태우고 차를 몰고 떠난다.

## 출연

### 주연
- 리버 피닉스
- 키아누 리브스
- 제임스 루소
- 윌리암 리처트

### 조연
- 로드니 하비
- 키아라 카셀리
- 마이클 파커
- 제시 토머스
- 그레이스 자브리스키
- 플리
- 톰 브러프
- 우도 키에르

## 기타
- 원작자: 윌리엄 셰익스피어
- 라인프로듀서: 안소니 브랜드
- 미술: 데이비드 브리스빈
- 의상: 베아트릭스 아루나 파스처